# دانگبی استیل
دانگبی استیل (انگلیسی: Dongbei Steel) شرکت دولتی فولاد چینی است، که در سال ۲۰۰۴ تأسیس شد.